# 铁厂镇 (遵化市)
铁厂镇，是中华人民共和国河北省唐山市遵化市下辖的一个乡镇级行政单位。

## 行政区划
铁厂镇下辖以下地区：
铁厂村、高拔岭村、东北店村、西北店村、板城村、夏各庄村、圣水院村、莫家屯村、陈庄子村、潘庄村、夜明峪村、新刘庄村、甄庄村、李家窝村、刘家窝村、郭家沟村、东平台村、范庄村、佟庄村和井匡峪村。